# Дар'ялова Наталія Аркадіївна
Наталія Аркадіївна Дар'ялова (при народженні Вайнер; нар.. 14 вересня 1960, Москва) — російська телеведуча, тележурналістка, телепродюсерка, психологиня. Ведуча передачі «У всіх на вустах». Засновниця російського телеканалу «Дар'ял ТВ».

## Біографія
Наталія Аркадіївна Дар'ялова народилася 14 вересня 1960 року в Москві в родині письменника Аркадія Олександровича Вайнера (1931—2005) і лікаря-онколога Софії Львівни Дар'ялової. Взяла прізвище матері — Дар'ялова.
За освітою — психологиня. Закінчила Московський державний університет імені М. В. Ломоносова (МДУ).
У 1978 році знялася в епізодичній ролі у фільмі «Місце зустрічі змінити не можна» (її героїня сиділа в ресторані «Асторія» за одним столиком з Глібом Жегловим, 4-та серія).
Наприкінці 1980-х років опублікувала кілька фантастичних оповідань.
На початку 1990-х років виїхала до США. Повернувшись в Росію, стала ведучою програми «У всіх на вустах з Наталією Дар'яловою», яка виходила спочатку на «1-му каналі Останкіно» (ГРТ з 1 квітня 1995 року), а з вересня 1996 року — на РТР. Пізніше стала одним з організаторів телеканалу «Дар'ял-ТВ». Керувала каналом разом з батьком у 1998—2002 роках.

## Особисте життя
Діти від першого шлюбу (з «молодим сибірським науковцем, кандидатом наук»): Єлизавета (1988) і Валерія (1989).